# تم قلعه کوچک (تپه قلعه کوچک)
تم قلعه کوچک (تپه قلعه کوچک) مربوط به دوران پیش از تاریخ ایران باستان است و در جیرفت، غرب کوه سلیمان واقع شده و این اثر در تاریخ ۱ فروردین ۱۳۴۵ با شمارهٔ ثبت ۵۱۳ به‌عنوان یکی از آثار ملی ایران به ثبت رسیده است.